# Zhihe, Sichuan
Zhihe (kinesiska: 致和镇, 致和) är en köping i Kina. Den ligger i provinsen Sichuan, i den sydvästra delen av landet, omkring 36 kilometer norr om provinshuvudstaden Chengdu. Antalet invånare är 79 633. Befolkningen består av 39 762 kvinnor och 39 871 män. Barn under 15 år utgör 11,0 %, vuxna 15-64 år 77 %, och äldre över 65 år 10,0 %.
Genomsnittlig årsnederbörd är 1 318 millimeter. Den regnigaste månaden är juli, med i genomsnitt 377 mm nederbörd, och den torraste är december, med 11 mm nederbörd.